# باد هيرنآلب
باد هررن آلب (بالألمانية: Bad Herrenalb) هي بلدة، الحمامات الطبية، مدينة وبلدة ألمانية تقع في ألمانيا في بادن-فورتمبيرغ. يقدر عدد سكانها بـ 7,489 نسمة .